# Peter Arens (Jurist)
Peter Arens (* 10. August 1933 in Magdeburg; † 16. Februar 1991) war ein deutscher Rechtswissenschaftler und Hochschullehrer an der Albert-Ludwigs-Universität Freiburg.

## Leben
Nach dem Abitur am Lessing-Gymnasium in Frankfurt am Main nahm Arens 1953 das Studium der Rechtswissenschaften an der Universität Frankfurt am Main auf. Dieses beendete er 1957 mit dem Ersten Juristischen Staatsexamen. Im darauffolgenden Jahr 1958 schloss er bei Gerhard Schiedermair seine Promotion zum Dr. iur. ab. Nach dem anschließenden Rechtsreferendariat in Hessen und dem zweiten Staatsexamen 1961 arbeitete Arens bis zum Abschluss seines Habilitationsverfahrens im Jahre 1967 als Schiedermairs wissenschaftlicher Assistent. Mit der Habilitation erhielt Arens die Venia legendi für die Fächer Bürgerliches Recht und Zivilprozessrecht. Ab 1967 bis zu seinem frühen Tod 1991 war er in Nachfolge von Fritz von Hippel Inhaber des Lehrstuhls für Bürgerliches Recht, Zivilprozessrecht, Rechtsphilosophie und Internationales Privatrecht an der Universität Freiburg. In Freiburg war Arens Mitbegründer des Instituts für deutsches und ausländisches Zivilprozessrecht und zeitweilig Dekan der juristischen Fakultät. 1988 wurde ihm von der Ritsumeikan-Universität in Kyōto die Ehrendoktorwürde verliehen.

## Werke (Auswahl)
Arens’ Forschungsschwerpunkte lagen vor allem im Zivilprozessrecht. Hiervon zeugen sowohl seine Dissertations- als auch seine Habilitationsschrift sowie sein von Wolfgang Lüke fortgeführtes, hierzu erschienenes Lehrbuch.
- Streitgegenstand und Rechtskraft im aktienrechtlichen Anfechtungsverfahren. Gieseking, Bielefeld 1960 (Dissertation).
- Willensmängel bei Parteihandlungen im Zivilprozess. Gehlen, Bad Homburg 1968 (Habilitationsschrift).
- Mündlichkeitsprinzip und Prozeßbeschleunigung im Zivilprozeß. Schweitzer, Berlin 1971, ISBN 3-8059-0176-3.
- Anhörungsrüge und Gegenvorstellung. Sakkoulas, Athen 1987.
- Zivilprozessrecht. 4. Auflage. C.H. Beck, München 1988, ISBN 3-406-08739-6 (aktuell in 10. Auflage fortgeführt von Wolfgang Lüke).